# Trigonidium mokuleia
Trigonidium mokuleia is een rechtvleugelig insect uit de familie krekels (Gryllidae). De wetenschappelijke naam van deze soort is voor het eerst geldig gepubliceerd in 2006 door Carvalho & Otte.